# WTA Tour Championships 2004 – ženská čtyřhra
Ženská čtyřhra WTA Tour Championships 2004 probíhala v první polovině listopadu 2004, jakožto závěrečný turnaj ženské profesionální sezóny. Do deblové soutěže Turnaje mistryň, hrané v losangeleském Staples Center, nastoupily čtyři nejlepší páry v deblové klasifikaci žebříčku WTA. Obhájcem titulu byla dvojice Virginia Ruanová Pascualová a Paola Suárezová, kterou v semifinále vyřadily Blacková se Stubbsovou.
Vítězem se stal nenasazený rusko-americký pár Naděžda Petrovová a Meghann Shaughnessyová, který ve finále zdolal zimbabwsko-australskou dvojici Caru Blackovou s Rennae Stubbsovou po dvousetovém průběhu 7–5 a 6–2. V probíhající sezóně získaly obě šampionky sedmý deblový titul a celkově každá z nich jedenáctou individuální trofej ze čtyřhry.

## Nasazení párů
1. Virginia Ruanová Pascualová /  Paola Suárezová (semifinále)
2. Světlana Kuzněcovová /  Jelena Lichovcevová (semifinále)

## Pavouk
| Legenda                                                       |                                                                        |                                                   |
| - Q – kvalifikant - WC – divoká karta - LL – šťastný poražený | - Alt – náhradník - SE – zvláštní výjimka - PR/SR – žebříčková ochrana | - w/o – bez boje - r – skreč - d – diskvalifikace |